# Arachnoxylon
Arachnoxylon (Arnold) Read, 1938 es un género de Pteridophyta perteneciente al orden Iridopteridales. Este vegetal de porte probablemente herbáceo es conocido a partir de los restos fósiles de sus dos especies conocidas, Arachnoxylon kopfi (Arnold) Read, 1938 y Arachnoxylon minor Stein 1982, datados en el periodo Devónico Medio de la Formación Genundewa en Canandaigua, Estado de Nueva York (EE. UU.). 

## Descripción
Los fósiles conocidos de las dos especies de Arachnoxylon muestran únicamente tejidos primarios y es poca la información disponible sobre su morfología. Aun con esto los datos de los que se dispone acerca de la organización de su cilindro vascular permite establecer notables similitudes con otros depresentantes del orden Iridopteridales especialmente con Iridopteris, Compsocradus e Ibyka.
Arachnoxylon posee una estela de tipo protostela formada por un robusto eje central de xilema primario de morfología estrellada. Este xilema primario tiene maduración mesarca y forma entre cinco y seis brazos o lóbulos, a veces ramificados, que se extienden desde el centro hacia la periferia y a lo largo de todo el eje. En el extremo de cada uno de estos lóbulos se encuentra un haz de protoxilema en cuyo centro se ha observado la presencia de una isla de células parenquimáticas desorganizadas.
Rodeando completamente al cilindro de xilema central y de forma continuada en todo su contorno se localiza una capa más estrecha que se ha interpretado como floema primario. Esta capa de floema es más gruesa en los lugares intermedios a los haces de xilema y más estrecha cuando rodea sus extremos de forma que enmascara en parte la profundidad de estos. En algunos ejemplares se ha constatado la presencia en el exterior del cilindro de xilema y floema de una gruesa capa de tejido parenquimático formado por células pequeñas que ocupa toda la zona exterior de los especímenes y que se ha identificado como el córtex.
Aunque los ejemplares originalmente asignados a este género no mostraban la presencia de trazas vasculares, posteriores investigaciones con nuevos fósiles han constatado la organización general del tallo en nudos y entrenudos sin espinas ni emergencias conocidas. De este modo en los nudos existe un verticilo de ramificaciones formado por trazas vasculares de dos tipos, tal como ocurre en Iridopteris. De estas trazas vasculares tres son de mayor tamaño y sección elíptica y otras tres son más pequeñas y de sección circular, todas ellas coincidentes con los haces de xilema. Como en Ibyka las trazas mayores podrían corresponder a ramificaciones secundarias y las menores a apéndices finales, similares a los presentes en otros representantes de Iridopteridales como Compsocradus, aunque ninguno de estos órganos se ha conservado.

## Taxonomía
Los primeros ejemplares de especies correspondientes a este género fueron varios pequeños fragmentos de tallo localizados en el estado de Nueva York. Fueron descritos originalmente por Chester Arthur Arnold como Asteropteris kopfi y posteriormente reubicados en un nuevo género por Charles B. Read sobre la base de una profunda revisión de los trabajos previos. El género Arachnoxylon toma su nombre de las palabras griegas άράχνη «araña» y ξύλον «madera», por el aspecto de telaraña que muestra su cilindro central de xilema.